# Lysibia mandibularis
Lysibia mandibularis är en stekelart som först beskrevs av Léon Abel Provancher 1875.  Lysibia mandibularis ingår i släktet Lysibia och familjen brokparasitsteklar. Inga underarter finns listade i Catalogue of Life.